# Cheri-Bibi (Il forzato della Guiana)
 Cheri-Bibi (Il forzato della Guiana) è un film del 1955, diretto da Marcello Pagliero.

## Trama
Due condannati ai lavori forzati, Cheri Bibi – ingiustamente accusato dell'omicidio del padre – e La Ficelle, deportati nel carcere della Guiana, grazie a un ammutinamento riescono ad assumere il comando della nave. Durante il tragitto, Cheri Bibi in pieno oceano incontra un naufrago su una zattera, il marchese Maxime, sposato a Cecilia, una donna da lui amata in passato. Il nobile viene ucciso da Kanak, un medico che gli dona il suo aspetto grazie all'operazione di plastica facciale da lui eseguita sul volto di Cheri Bibi. Con i nuovi connotati, quest'ultimo non tarda a vendicarsi di tutti coloro che gli hanno fatto del male, ma alla fine, quando crede di aver raggiunto la piena felicità riunendosi a Cecilia, subisce delazioni e ricatti da parte di alcuni suoi ex compagni di prigionia e viene accusato dello stesso delitto commesso dal marchese. Ormai senza via di scampo, a Cheri Bibi non resta che incendiare il castello dove si era rifugiato con Cecilia.

## Produzione
Il film, una co-produzione italo-francese, venne girato negli studi di Cinecittà, con esterni a Parigi, dal novembre del 1954 al gennaio del 1955. Si tratta di un remake a colori della pellicola statunitense Cheri-Bibi del 1931 e del film di produzione francese Chéri-Bibi del 1938 diretto da Léon Mathot.

## Distribuzione
Il film ottenne il visto di censura n. 19.061 il 20 marzo 1955, per una lunghezza di 2.530 metri ed ebbe la prima proiezione pubblica il 26 maggio dello stesso anno. In Francia venne proiettato con il titolo Chéri-Bibi l'8 giugno del 1955 mentre in Germania venne presentato l'11 maggio del 1956 con il titolo Das Schiff der gefährlichen Männer.

## Incassi
Il film incassò 44.000.000 di lire dell'epoca.